# Поліхно (Пйотрковський повіт)
Поліхно (пол. Polichno) — село в Польщі, у гміні Вольбуж Пйотрковського повіту Лодзинського воєводства.
Населення — 416 осіб (2011).
У 1975-1998 роках село належало до Пйотрковського воєводства.

## Демографія
Демографічна структура станом на 31 березня 2011 року:
|          | Загалом | Допрацездатний вік | Працездатний вік | Постпрацездатний вік |
| -------- | ------- | ------------------ | ---------------- | -------------------- |
| Чоловіки | 195     | 36                 | 127              | 32                   |
| Жінки    | 221     | 42                 | 110              | 69                   |
| Разом    | 416     | 78                 | 237              | 101                  |